# Polygonatum domonense
Polygonatum domonense är en sparrisväxtart som beskrevs av Yoshisuke Satake. Polygonatum domonense ingår i släktet ramsar, och familjen sparrisväxter. Inga underarter finns listade i Catalogue of Life.